# جامعة دريسدن التقنية
جامعة دريسدن التقنية، (بالألمانية: Technische Universität Dresden)، (بالإنجليزية: Dresden University of Technology). تسمى اختصاراً (TU Dresden) أو (TUD). وهي أكبر مركز للتعليم العالي في مدينة دريسدن، بنفس الوقت هي أكبر جامعة في ولاية ساكسونيا الألمانية، وواحدة من أكبر عشر جامعات في ألمانيا، يعود تاريخ الجامعة لعام 1828 مما يجعلها واحدة من أقدم الأكاديميات التقنية في ألمانيا.
في الفصل الشتوي 2021/2020، كان عدد المسجلين بالجامعة حوالي 30.600 طالب وطالبة، وقد سجل في ذلك الفصل 6.241 طالبًا جديدًا. يعمل في الجامعة حوالي 600 أستاذ ومدرس جامعي. كما يعمل فيها حوالي 8.700 موظف إداري من 70 دولة. لدى الجامعة ثلاثة مواقع في دريسدن وعدة فروع أصغر في ضواحي المدينة. جنبًا إلى جنب مع ثماني جامعات أخرى للتخصصات التقنية، أسست الجامعة في عام 2006 اتحاد الجامعات التقنية الألمانية (بالألمانية: TU9)، وهو اتحاد للجامعات التقنية التسع الرائدة في ألمانيا، وتعتبر الجامعة العضو الوحيد في الاتحاد من بين جامعات الولايات الاتحادية الجديدة. وكونها تشتمل على 124 تخصص و 17 كلية، فإنها تعتبر واحدة من أكبر الجامعات متعددة التخصصات في ألمانيا.
اعتبارًا من الجولة الثالثة لما سمي مبادرة التميز، تم دعم مجموعتي تميز وكلية واحدة للدراسات العليا في الجامعة. وكجزء من استراتيجية دعم وتشجيع التميز المقدمة من الحكومة الاتحادية وحكومات الولايات، والتي بدأت مرحلة التمويل منها في خريف 2019، نجحت الجامعة بثلاث مجموعات ممولة من مبادرة التميز وفرضت نفسها أيضًا كواحدة من إحدى عشرة جامعة ضمن خط تمويل الجامعات المتميزة.
كجزء من استراتيجية مدينة درسدن التآزرية (بالألمانية: DRESDEN-concept)، تنتهج الجامعة سياسة تعاون متعدد التخصصات مع مؤسسات بحثية مشهورة أخرى في المدينة. وكون المدينة أكبر موقع للإلكترونيات الدقيقة في أوروبا، فإن مجالات البحث والتطوير في الجامعة تركز أيضًا على تكنولوجيا النانو والتكنولوجيا الحيوية والمعلوماتية الحيوية.

## التخصصات الدراسية والكليات
منذ مايو 2012، تم تقسيم جامعة دريسدن التقنية إلى خمسة مجالات رئيسية، تتبعها ما مجموعه 17 كلية. والمجالات هي:
- مجال الرياضيات والعلوم الطبيعية
  - كلية الأحياء
  - كلية الكيمياء وكيمياء الأغذية،
  - كلية الرياضيات
  - كلية الفيزياء
  - كلية علم النفس؛
- مجال الهندسة
  - كلية الهندسة الكهربائية وتكنولوجيا المعلومات،
  - كلية علوم الحاسب و
  - كلية الهندسة الميكانيكية؛
- مجال البناء والبيئة
  - كلية العمارة
  - كلية الهندسة المدنية،
  - كلية العلوم البيئية،
  - كلية علوم النقل " فريدريش ليست " و
  - كلية الاقتصاد؛
- مجال العلوم الإنسانية والاجتماعية
  - كلية التربية
  - كلية الفلسفية
  - كلية اللسانيات والآداب والدراسات الثقافية؛
- مجال الطب
  - كلية الطب كارل جوستاف كاروس.

## المنشآت المركزية والمعاهد التابعة للجامعة

### المنشآت المركزية
تتبع جامعة دريسدن عدد كبير من المؤسسات والمنشآت المركزية، وهي:
- مركز الإنترنت اللمسي مع تقنية الذكاء الذي يستفيد من ذكاء الإنسان والآلة human-in-the-loop (CeTI)
- مركز تطوير الإلكترونيات دريسدن (CFAED)
- مجموعة التميز الفيزياء والحياة (PoL)
- مركز الهندسة الحيوية الجزيئية والخلوية (CMCB):
  - مركز الهندسة الحيوية الجزيئية (B CUBE)
  - مركز التكنولوجيا الحيوية (BIOTEC)
  - مركز العلاج التجديدي دريسدن (CRTD)
- مركز مشروع استراتيجية دريسدن DRESDEN-Concept :
  - مركز النقل وأجهزة المواد الناشئة (CTD)
  - مركز دريسدن لعلوم المواد الحسابية (DCMS)
  - مركز دريسدن المتكامل للفيزياء التطبيقية والمواد الضوئية (DC-IAPP)
  - مركز الأبحاث للتاريخ المقارن لمجتمعات الرهبان (FOVOG)
- حديقة نباتات
- كلية دريسدن الدولية للدراسات العليا للطب الحيوي والهندسة الحيوية (DIGS-BB)
- أكاديمية الدراسات العليا
- المعهد الجامعي الدولي زيتاو (IHI)
- مركز ليمان
- المركز الاعلامي (MZ)
- مركز خدمات المعلومات والحوسبة عالية الأداء (ZIH)
- مركز الدراسات الدولية (ZIS)
- مركز تحليل الجودة (ZQA)

المؤسسات الأخرى:
- مركز تعليم المعلمين وبحوث التدريس والتدريب المهني (ZLSB) - مرفق مركزي متعدد التخصصات
- أرشيف الجامعة (UA) - يتبع وحدة التشغيل المركزية
- المركز الرياضي الجامعي (USZ) - يتبع وحدة التشغيل المركزية

### المعاهد التابعة للجامعة
تتبع الجتمعة مجموعة من المعاهد وهي:
- معهد علوم الحياة، ساكسونيا (LSI ، ساكسونيا)
- معهد دندرو ثارانت في جامعة دريسدن التقنية (DIT)
- المعهد الألماني للديمقراطية المباشرة (DISUD)
- جامعة دريسدن الدولية (DIU)
- المعهد الأوروبي للدراسات العليا (EIPOS)
- معهد حنه - أرندت لأبحاث الشمولية (HAIT)
- معهد تحليل المنشطات والكيمياء الحيوية الرياضية (IDAS) في جامعة دريسدن التقنية
- معهد تكنولوجيا الخشب دريسدن (IHD)
- معهد صناعة الآلات الموسيقية (IfM)
- معمل مواد الإلكترونيات النانوية gGmbH (NaMLab)
- أبحاث ميكانيكا الإنشاءات والمواد في درسدن GmbH في جامعة دريسدن التقنية (SWM)
- معهد جامعة دريسدن التقنية للدراسات المتقدمة (TUDIAS)
- معهد باركهاوزن gGmbH (BI)

## التعاون الدولي للجامعة
ترتبط الجامعة بعلاقات تعاون مع العديد من الجامعات والكليات في جميع أنحاء العالم، وذلك من خلال عقود جامعية للتعاون في المجالات البحثية والتدريسية بالإضافة إلى المجالات العلمية الأخرى مع جامعات مشهورة عالميًا مثل جامعة بوسطن وجامعة ولاية أوهايو في الولايات المتحدة وكينجز كوليدج لندن وجامعة بوهانج للعلوم والتكنولوجيا في كوريا الجنوبية أو جامعة بكين للتكنولوجيا وكلها مدرجة بشكل منتظم في تصنيف مجلة تايمز العالمية للتعليم العالمي ضمن أفضل الجامعات كل في منطقتها. بالإضافة إلى ذلك، تقدم الجامعة، بالتعاون مع العديد من الجامعات الشريكة، درجات علمية مزدوجة لبعض التخصصات، على سبيل المثال، شهادات مزدوجة في الهندسة المدنية مع المدرسة الخاصة للأشغال العامة والبناء والتصنيع في باريس (ESTP Paris) أو المعهد الوطني للعلوم التطبيقية في ستراسبورغ (INSA Strasbourg) أو جامعة ترينتو الايطالية، وفي مجال الهندسة الميكانيكية مع جامعة باريستيك للفنون والحرف في باريس (ENSAM Metz) وجامعة أوسترافا التقنية في التشيك (Vysoká škola báňská –Technická univerzita Ostrava,VŠB)، وفي مجال الاقتصاد مع جامعة الاقتصاد في ستراسبورغ (ICES Strasbourg) وجامعة ترينتو، وفي قانون الأعمال مع جامعة باريس نانتير. تحتفظ جامعة دريسدن أيضًا بعلاقات شراكة مع جامعات أخرى أوروبية وآسيوية وأمريكية في إطار برامج التبادل مثل برنامج إراسموس أو برنامج فولبرايت. كما أن الجامعة عضو في شبكة الجامعات الأوروبية EUTOPIA منذ عام 2021.

## التصنيف الدولي للجامعة
تحقق جامعة دريسدن التقنية بانتظام مراتب عالية ضمن التصنيفات الدولية للجامعات في جميع أنحاء العالم، مثل التصنيف الأكاديمي العالمي للجامعات (ARWU) أو تصنيف مجلة تايمز للتعليم العالي (THER)، حيث أدرجت في عام 2021 في مجموعة 201-300 ضمن التصنيف الأكاديمي العالمي (ARWU) وفي عام 2022 صُنفت في المرتبة 172 ضمن تصنيف تايمز (THER) لأفضل الجامعات في العالم. في ألمانيا، صُنفت الجامعة في المرتبة 11-20 ضمن تصنيف (ARWU) والمرتبة 18 ضمن تصنيف (THER). في تصنيف كيو إس العالمي 2021، احتلت الجامعة المرتبة 173، وفي ألمانيا احتلت المرتبة 9. في التصنيف الجامعي المستدير (RUR)، احتلت الجامعة المرتبة 67 عالميًا والمرتبة 3 في ألمانيا، وفي تصنيف تومسون رويترز لأفضل 100 جامعة، احتلت الجامعة المرتبة 31 من بين أكثر الجامعات ابتكارًا في أوروبا في عام 2019.

## وصلات خارجية
- http://tu-dresden.de - الموقع الرسمي للجامعة (ألماني. أنجليزي)
- أصدقاء وداعمي الجامعة (ألماني)